# Ricardo Canales
Ricardo Gabriel Canales Lanza (La Ceiba, 30 maggio 1982) è un calciatore honduregno, portiere della Vida.